# 蘇拉尼鄉 (普拉霍瓦縣)
45°12′N 26°12′E / 45.200°N 26.200°E
蘇拉尼鄉（羅馬尼亞語：Comuna Surani, Prahova），是羅馬尼亞的鄉份，位於該國中南部，由普拉霍瓦縣負責管轄，面積16平方公里，海拔高度389米，2007年人口1,850，人口密度每平方公里116人。